# Sumbawanga Rural (huyện)
Sumbawanga Rural là một huyện thuộc vùng Rukwa, Tanzania. Thủ phủ của huyện Sumbawanga Rural đóng tại Sumbawanga. Huyện Sumbawanga Rural có diện tích 12836 ki lô mét vuông. Đến thời điểm điều tra dân số ngày 25 tháng 8 năm 2002, huyện Sumbawanga Rural có dân số 371749 người.